# Xã Andover, Quận Henry, Illinois
Xã Andover (tiếng Anh: Andover Township) là một xã thuộc quận Henry, tiểu bang Illinois, Hoa Kỳ. Năm 2010, dân số của xã này là 954 người.